# Liste des festivals et événements à Montréal
 (mai 2024).
Pour un article plus général, voir Tourisme à Montréal.

## Musique
- Ancient Future

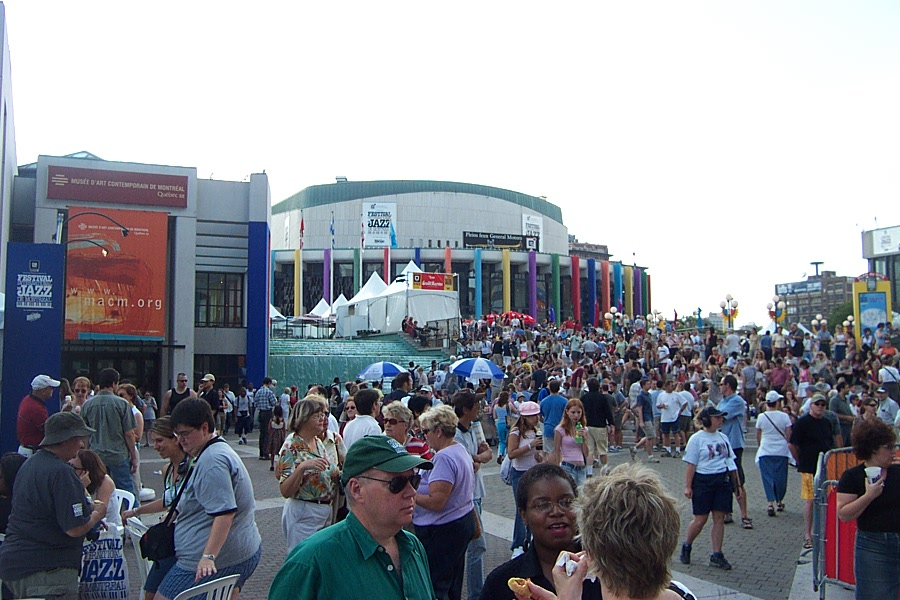
Festival international de jazz de Montréal, à la Place des Arts.

- PlazaPalooza (anciennement Atmosph'Air sur la Plaza)
- Festival Akousma
- Festival Bach Montréal
- Bal en blanc
- Black & Blue
- Coup de cœur francophone
- Duluth en'arts
- Elektra
- FestiBlues international de Montréal
- Festival d'art vocal de Montréal
- Festival de musique de chambre de Montréal
- Festival des Nations
- Festival du monde arabe de Montréal
- Festival d'expressions artistiques d'ici et d'ailleurs de LaSalle
- Festival international de jazz de Montréal (FIJM)
- Festival international de Merengue de Montréal
- Festival international Nuits d'Afrique
- Festival-Morin, santé globale, art et spiritualité
- Festival Sefarad de Montréal
- Les Fêtes créoles internationales de Montréal
- Fierté Montréal
- Francos de Montréal
- Heavy Montréal
- Igloofest
- ÎleSoniq
- MEG Montréal
- Metro Metro Festival
- Mile Ex End
- Montréal/Nouvelles Musiques
- Festival Montréal Baroque
- Mutek
- Osheaga
- Orientalys
- Piknic Électronik
- Pop Montréal
- Pouzza Fest
- Les Symphonies portuaires
- Tam-tams du mont Royal
- Les Week-ends du monde

## Cinéma
- Dérapage
- Festival des films du monde de Montréal (FFM)
- Festival de films francophones Cinemania
- Festival du film juif de Montréal
- Festival du nouveau cinéma de Montréal (FNC)
- Festival international de films FanTasia
- Festival international de films LGBT afrocaribéens Massimadi
- Festival international du film de freeski (iF3)
- Festival international du film pour enfants de Montréal
- Festival international du film sur l'art
- Festival du film Voyage & Aventure (FestiVA)
- Festivalissimo
- Festival Magnifico
- Festival STOP MOTION Montréal
- Image & nation
- Rencontres internationales cinéma et sport de Montréal (La Lucarne)
- Rencontres internationales du documentaire de Montréal
- Les Rendez-vous Québec Cinéma
- Festival Sefarad de Montréal
- Vues d'Afrique
- Festival Émergence
- Festival international Film Black Montréal
- Festival Courts d'un soir

## Théâtre
- Festival de théâtre amateur de l'île de Montréal
- Festival du Jamais lu
- Festival international de théâtre anarchiste de Montréal
- Festival St-Ambroise Fringe de Montréal
- Festival TransAmériques de Montréal

## Danse
- Encore - Festival de danse international
- Festival Dansez pour Equiterre - Evénements Prima Danse
- Festival TransAmériques de Montréal
- Quartiers Danses

## Arts visuels
- Festival international Montréal en arts
- Festival Art souterrain
- Festival MURAL
- Momenta Biennale de l'image
- Under Pressure
- Les Cent jours d'art contemporain de Montréal

## Pluridisciplinaire
- Festival Accès Asie
- Expo manger santé et vivre vert
- Festival de la semaine italienne de Montréal
- Festival Chromatic
- Festival des escales improbables de Montréal (EIM)
- OFFTA
- Festival-Morin, santé globale, art et spiritualité
- Festival Phénomena
- Festival SOIR
- Festival végane de Montréal
- Festival Vue sur la Relève
- Matsuri Japon
- Zone HOMA

## Littérature
- Festival interculturel du conte du Québec
- Festival international de littérature (FIL)
- Festival Petits Bonheurs
- Metropolis bleu
- Mois de la poésie
- Salon du livre anarchiste
- Salon du livre de Montréal
- Festival BD de Montréal
- Festival Voix d'Amériques

## Humour
- Festival Juste pour Rire
- MiniFest
- Zoofest

## Sports
- Le Championnat de Montréal du circuit Champions Tour de la PGA s'établit à Montréal en juillet 2010 et, cela, pour plusieurs années
- La Classique du parc La Fontaine, organisé par la Fédération Québécoise d’Athlétisme
- Coupe Rogers de Montréal (tennis)
- Festival international de courses de bateaux-dragons de Montréal
- Le Grand Prix cycliste de Montréal est une course cycliste d'un jour réservée aux professionnels, qui se disputera à Montréal au Canada, pour la première fois le 12 septembre 2010. Cette course est inscrite au programme du UCI World Tour et au Calendrier mondial UCI dès sa création.
- Grand Prix automobile du Canada (de 1978 à 2008. Après une pause d'un an en 2009, cette course de Formule 1 sera de retour à Montréal en juin 2010)
- Le Marathon de Montréal
- NASCAR Pinty's Series (sur le Circuit Gilles-Villeneuve), depuis 2007
- Nascar Xfinity Series (sur le Circuit Gilles-Villeneuve), depuis 2007
- Le Tour de l'île de Montréal et La Féria du vélo de Montréal

## Autres
- Arcadia

- Ça marche (SIDA)
- La Carifête
- Célébrations de la Fierté Montréal
- Course à la vie CIBC
- Le cyclo-défi contre le cancer
- Défilé de la Saint-Patrick
- Défilé des rêves de la Plaza St-Hubert
- Défilé du Père Noël au Centre-Ville
- En ville sans ma voiture
- État d'Urgence
- Festival de la Santé Oasis
- Festival des nations
- Festival Eurêka! - La science met le nez dehors
- Festival international de Steelpan de Montréal
- Festival international Montréal en arts (FIMA)
- Festival Matsuri Japon
- Festival-Morin, santé globale, art et spiritualité
- Festival tzigane Romani Yag
- Festiv'elles: Festival international des femmes de Montréal
- Festivulve
- Fête des enfants de Montréal
- Fête des neiges de Montréal
- Fêtes Créoles internationales de Montréal Carnaval
- Fiesta Ludique filofilo
- Frénésie de la Main (vente trottoir)
- L'International des Feux Loto-Québec
- Journée Terry Fox de Montréal
- Journées des musées montréalais
- Marche 2/3
- Marche aux 1000 parapluies Centraide
- Festival Mode & Design de Montréal
- Le Mois de la photo
- Mondial de la bière
- Montréal complètement cirque
- Montréal en Fêtes
- Montréal en lumière
- Festival Mtl en Arts
- Festival Orgues et Couleurs
- Festival Présence autochtone
- Le relais pour la vie
- Le Rendez-vous gourmand des cultures
- Salon des métiers d’art du Québec
- Semaine de mode de Montréal
- Vente trottoir de la Rentrée sur la Plaza
- Le week-end pour vaincre les cancers féminins

## Événements ponctuels

### 2013
- Mosaïcultures internationales de Montréal 2013

### 2006
- Montréal, Capitale mondiale du livre 2005-2006 du 23 avril 2005 au 22 avril 2006
- Outgames mondiaux du 29 juillet au 5 août 2006

### 2005
- Conférence des Nations unies sur les changements climatiques du 28 novembre au 9 décembre 2005

### 2020
- Congrès mondial d'espéranto, du 1er au 8 août 2020